# Tielba
Tielba est un quartier situé dans le village de Maouda dans la commune rurale de Diabo, province du Gourma dans la région de l'Est au Burkina Faso. Depuis quelques années, il existe un  conflit territorial et administratif avec le village de Maouda qui revendique le rattachement du quartier de Tielba au sien.

## Géographie
Tielba est situé sur la route nationale 4 au croisement de quatre chefs-lieux de départements : à 15 km au Nord-Est de Diabo ; à 5 km au sud de Tibga ; à 13 km à l'Ouest de Diapangou ; et à 14 km à l'Est de Goughin dans la province voisine du Kouritenga.

## Histoire
Tielba signifie les étrangers qui s'installent.
Il (BAORE) est le responsable  
de la famille fuare des dangers qui la guettait dans son propre village. il décida alors de demander réfuge et à s'installer dans le village de Maouda de suite d'un Bannissement de leur village pour cause d'adultère ou disons d'inseste. Tielba est un quartier de Maouda situé a l'Est du village. Environ cinq (05) kilomètres avant la borne déterminant la fin du village de Maouda et le village de Tilonti dont Tilonti est de la commune de Diapangou et Maouda de La commune de Diabo.

## Économie
Le quartier Tielba profit de sa proximité avec la  route nationale 4 pour ses échanges commerciaux. celle-ci est bénéfique pour tout le village de Maouda.

## Santé et éducation
Le centre de soins le plus proche du quartier de Tielba est le centre de santé et de promotion sociale (CSPS) de village duquel bénéficient tous les quartiers de Maouda ainsi que le quartier de Tielba.